# سیمون دو مونتفورت، پنجمین ارل لستر
سیمون دو مونتفورت (به انگلیسی: Simon de Montfort, 5th Earl of Leicester)، یکی از اشراف و شوالیه‌های برجسته فرانسوی در قرن ۱۳ میلادی بود. وی به‌عنوان یکی از بزرگترین فرماندهان قرون وسطی شناخته می‌شود. وی در جنگ صلیبی چهارم شرکت کرد و نقش مهمی در جریان محاصره زادار ایفا کرد. پس از منحرف‌شدن جنگ صلیبی چهارم، وی فرماندهی صلیبیون طی جنگ صلیبی کاتاری را برعهده گرفت و توانست پس از شکست کنت تولوز، بر تولوز مسلط شود اما پس از ضدحملات کنت تولوز، طی محاصره تولوز در سال ۱۲۱۸ کشته شد.

## جنگ صلیبی کاتاری
در میانه سال ۱۰۲۲ و ۱۱۶۳، هشت شورای کلیسای محلی کاتارها را محکوم کردند که آخرین آنها در تور برگزار شد که طی آن اعلام شد که آلبیگایی‌ها باید به زندان افتاده و اموال آنها مصادره شود. سومین شورای لاتران که در سال ۱۱۷۹ برگزار شد، این محکومیت را تأیید و تکرار کرد. تلاش‌های دیپلماتیک اینوسنت سوم برای عقب‌راندن کاتاریسم با موفقیت کمی روبه‌رو شد. پس از قتل نمایندهٔ تام‌الاختیار پاپ، پیر دو کاستلنو، ظن اینوسنت به ریمون ششم، کنت تولوز، پاپ جنگ صلیبی جدیدی علیه کاتارها اعلام کرد. وی زمین‌های کاتارهای بدعت‌گذار را به اشراف فرانسوی که در این جنگ صلیبی شرکت کنند، پیشنهاد کرد.
با آغاز حرکت صلیبیون به سمت جنوب و فتح بزیه و کارکاسون، پنجمین ارل لستر سیمون دو مونتفورت، از اشراف برجسته فرانسوی، پس از تصرف کارکاسون به‌عنوان فرمانده صلیبیون انتخاب شد و کنترل نواحی همچون  کارکاسون آلبی و بزیه به وی داده شد. پس از سقوط کارکاسون دیگر شهرها بدون جنگ تسلیم صلیبیون شدند. آلبی، کاستلنوداری، کستر، فانژو، لیموکس، لومبرز و مونتریال به‌سرعت طی پاییز سقوط کردند.
پس از ادامه فتوحات و پیشروی صلیبیون به رهبری سیمون و فتح مناطقی  همچون لاستو و قلعه کاباره، برای مقابله با صلیبیون، کاتارها رو به پدروی دوم آراگون آوردند و از وی درخواست کمک کردند. تاج آراگون، تحت رهبری پدروی دوم با کنت‌نشین تولوز دیگر مخالفان سیمون متحد شد. نیروهای ائتلاف پدرو با نیروهای سیمون در ۱۲ سپتامبر در نبرد موره درگیر شد. تعداد نیروهای صلیبی بیشتر از نیروهای ائتلاف بود. پدرو و سیمون، هردو نیروهای خود را در سه ردیف سازماندهی کردند. اولین خطوط صلیبیون عقب رانده شد اما سیمون توانست حمله‌ای از جناحین به سواره نظام نیروهای ائتلاف ترتیب دهد. در این حین پدرو به زمین‌خورد و کشته شد. نیروهای ائتلاف با شنیدن خبر مرگ پدرو با سردرگمی عقب‌نشینی کردند. عقب‌نشینی نیروهای ائتلاف این فرصت را به سیمون داد که بخش‌های شمالی تولوز را فتح کند.
این حادثه ضربه‌ای سنگینی به مقاومت بود، و در سال ۱۲۱۴ شرایط حتی بدتر و وخیم‌تر شد. در حالی که صلیبیون در حال پیشروی بودند، ریمون و پسرش (ریمون هفتم) مجبور شدند به انگلستان فرار کنند. همچنین پس شکست نیروهای تولوز، شهرهای و قلعه‌های پریگورد، دوم، قلعه مونفورت و کاستلنو فتح شدند.  در سال ۱۲۱۵ کاستلنو بار دیگر توسط سیمون تصرف شد، و صلیبیون وارد تولوز شدند. بدین ترتیب تولوز سقوط کرد و مجبور به پرداخت ۳۰ هزار مارک به‌عنوان غرامت شد. تولوز نیز به سیمون مونتفورت اهدا شد. چهارمین شورای لاتران در سال ۱۲۱۵ نیز با اعلان رسمی، کنترل صلیبیون بر منطقه را رسماً تأیید کرد. این شورا همچنین اعلام کرد که سرزمین‌های ریمون ششم که توسط صلیبیون تصرف شده بود، تحت کنترل سیمون مونتفورت و سرزمین‌هایی که فتح نشده بودند، تا زمان رسیدن ریمون هفتم به سن قانونی تحت کنترل و حفاظت کلیسا قرار می‌گرفت. در نهایت شورا مسیحیان را برای جنگ صلیبی جدید در اراضی مقدس فراخواند. با وقوع جنگ صلیبی پنجم، سیمون بخش اعظمی از نیروهای خود را از دست داد و مجبور  شد از نیروهای مزدور استفاده کند.

## مرگ
ریمون ششم همراه با پسرش، در آوریل ۱۲۱۶ به منطقه بازگشتند و توانستند ارتش قابل توجهی از شهرهای جمع کنند. بوکر در ماه مه محاصره و پس از سه ماه شهر تسلیم نیروهای ریمون شد. تلاش‌های سیمون برای فتح مجدد شهر نیر ناکام ماند. اینوسنت سوم در ژوئیه ۱۲۱۶ به‌طور ناگهانی درگذشت تا آشفتگی و هرج‌ومرجی در جبههٔ صلیبیون به وجود بیاید. در این زمان فرمان جنگ به فیلیپ دوم رسید که هنوز تمایلی به جنگ در جبهه لانگداک نداشت. در این زمان، وی به‌شدت با پادشاه انگلستان درگیر بود.
پس از سقوط بوکر، مونتفورت که درصدد فتح بیگور در غرب بود، با شورش تولوز مواجه شد و نیروهایش در دسامبر ۱۲۱۶ در لورد عقب رانده شدند. در ۱۲ سپتامبر ۱۲۱۷، ریمون توانست تولوز را بدون هیچ جنگی و زمانی که سیمون مونتفورت در ناحیه فوآ بود، تصرف کند. سیمون با عجله به تولوز بازگشت اما نیروهایش برای بازپس‌گیری شهر کافی نبود. در پاسخ به درخواست پاپ هونوریوس سوم، جنگ صلیبی جدیدی آغاز گشت، مونتفورت محاصره تولوز را در بهار ۱۲۱۸ از سر گرفت. در ۲۵ یا ۲۹ ژوئن، در حالی صلیبیون در حال دفع حمله نیروهای ریمون بودند، سیمون توسط سنگی از ادوات دفاعی تولوز که پرتاب شده بود، کشته شد. تولوز همچنان تحت کنترل ریمون ماند و صلیبیون مجبور به عقب‌نشینی شدند.